# Liriomyza antipoda
Liriomyza antipoda är en tvåvingeart som beskrevs av Harrison 1976. Liriomyza antipoda ingår i släktet Liriomyza och familjen minerarflugor. Inga underarter finns listade i Catalogue of Life.